# Küssende Inselschnecke
Die Küssende Inselschnecke (Lindholmiola lens) ist eine Schneckenart aus der Familie der Riemenschnecken (Helicodontidae), die in die Unterordnung der Landlungenschnecken (Stylommatophora) gehört.

## Merkmale
Das Gehäuse der Küssenden Inselschnecke ist linsenförmig (lateinischer Artname lens = Linse) mit einer stark gewölbten Unterseite und einer flacheren, nur wenig erhabenen Oberseite. Es erreicht einen Durchmesser von 10 bis 13 mm. Die 6,5 Umgänge nehmen gleichmäßig zu und sind oberhalb der Mitte gekantet bis gekielt. Im Juvenilstadium weist die Unterseite zahlreiche, kurze Härchen auf, die sich im Alter weitgehend verlieren. Der Nabel ist zylindrisch und der Mundsaum ist etwas umgeschlagen. Die Außenseite zeigt eine feine Anwachsstreifung, die auch bisweilen kräftiger ausfallen und dann auch als feinrippig bezeichnet werden kann.

## Vorkommen, Verbreitung und Lebensweise
Die Küssende Inselschnecke ist in Ostalbanien und in fast ganz Griechenland (inkl. den meisten Ägäischen Inseln, aber nicht auf Kreta) sowie der Südwestküste Kleinasiens verbreitet. Sie lebt unter Steinen und Bodenstreu.
Die Paarung erfolgt im Herbst. Das Vorspiel besteht aus stundenlangen wiegenden Bewegungen; dabei werden die Fühler lebhaft bewegt und die Mundteile berühren sich kussartig (deutscher Name des Tieres!). Nach der Kopulation werden 10 bis 15 Eier mit einem Durchmesser von 2 mm in feuchtem Erdreich abgelegt. Die Jungen schlüpfen nach etwa 2 Wochen.

## Systematik
Die Art wurde 1832 von André Étienne d’Audebert de Férussac zum ersten Mal unter dem Namen Helix (Helicigona) lens beschrieben. Es ist die Typusart der Gattung Lindholmiola Hesse, 1931. Die Riemenschnecken werden von manchen Autoren noch als Unterfamilie (Helicodontinae) der Laubschnecken (Hygromiidae) behandelt. In neueren Arbeiten wird sie jedoch als eigenständige Familie innerhalb der Helicoidea aufgefasst. Die Fauna Europaea und Bouchet und Rocroi nehmen sogar eine Unterteilung der Familie der Riemenschnecken in zwei Unterfamilien Helicodontinae und Lindholmiolinae Schileyko, 1978 vor.